# کهنوج (رابر)
کهنوج (رابر)، روستایی از توابع بخش هنزا شهرستان رابر در استان کرمان ایران است.(مستعمره گرینوئیه)

## جمعیت
این روستا در دهستان جواران قرار دارد و براساس سرشماری مرکز آمار ایران در سال ۱۳۸۵، جمعیت آن ۲۴۵ نفر (۵۵خانوار) بوده‌است.